# Église Saint-Pierre de Magdebourg
L'église Saint-Pierre (en allemand : St. Petri) est une église catholique au cœur de Magdebourg en Allemagne, dépendant du diocèse de Magdebourg. Elle est consacrée à saint Pierre, patron des pêcheurs. L'édifice se trouve sur l'itinéraire des monuments romans de Saxe-Anhalt.
St. Petri est à côté de la cathédrale, de la chapelle Sainte-Madeleine et de l'église wallonne, l'une des églises subsistant de la vieille ville de Magdebourg.

## Historique

### Église du village
La première pierre est bénite vers 1150 sur une colline appelée Petersberg (Mont de Pierre) qui domine la rive gauche escarpée du fleuve Elbe. Le bâtiment sert d'église paroissiale au village de pêcheurs de Frose qui se trouvait en dehors des murs de Magdebourg, érigés en 1022. Ce premier édifice est à nef unique avec une toiture plate et un chœur bas quadrilatère, prolongé d'une petite abside. Une tour fortifiée en moellon servant de clocher se trouve à l'ouest ; elle existe toujours.
En 1213, les troupes de l'empereur Othon IV luttant contre l'archevêque Albert Ier détruisent le village et les faubourgs de Magdebourg. Par la suite, la ville s'étend vers le nord, puis le village de Frose et son église font partie de l'enceinte. Elle est reconstruite et mentionnée pour la première fois par écrit en 1258. Le chroniqueur Henricus de Lammesspringe († 1386) en exerçait la fonction d'altariste au XIVe siècle.

### Transformation
Le prince-archevêque Albert IV fait entièrement reconstruire l'église autour de 1400 en style gothique avec trois nefs. Une abside de grès à cinq pans est construite en prolongement du chœur, côté Est. Elle est ajourée de cinq immenses fenêtres, ce qui en fait une des plus belles absides de la région. Une salle d'entrée avec un pignon gothique de brique se trouvait à l'époque devant le double portail Sud. L'église-halle est terminée en 1480. La tour sur la façade Ouest est restée conservée.
Au début du XVIe siècle, la Réforme protestante atteint l'église qui devient luthérienne en 1524. La première prédication luthérienne s'y tient le 17 juillet 1524. L'église acquiert un orgue en 1546.

### Sac de Magdebourg et reconstruction
Magdebourg est à nouveau ravagée pendant la guerre de Trente Ans, cette fois-ci par les troupes de Tilly. Lors du sac de Magdebourg, le 20 mai 1631, l'église est ravagée par les flammes. Une partie des croisées d'ogives s'écroule. La reconstruction dure plusieurs années et l'église n'est bénite qu'en 1689. La chaire date de 1685. La toiture est refaite en style baroque jusqu'en 1712. 
Le compositeur et pédagogue Johann Heinrich Rolle (1716-1785) y est organiste de 1734 à 1737. Lorsque la France occupa la ville, en 1813, l'église est transformée en entrepôt à sel par les troupes de Napoléon Ier. Le cimetière de Saint-Pierre est fermé en 1827 à cause des nouvelles mesures sanitaires.

### Frappe aérienne et reconstruction

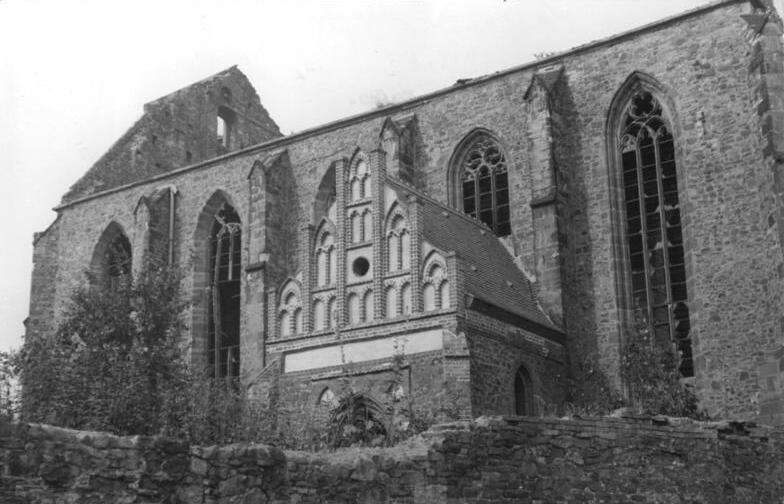
Ruines de l'église en octobre 1952.

L'église fut très gravement endommagée par le bombardement du Royal Air Force le 16 janvier 1945 et de la tempête de feu suivante. Il n'y a plus de toiture, ni vitraux, ni décor intérieur. Ne restent que les murs et le clocher. 
Sous l'administration de la République démocratique allemande, en 1958, la paroisse catholique de l'église Saint-Sébastien de Magdebourg fait l'acquisition des ruines. Les travaux de reconstruction débutent en 1962. L'église est consacrée à nouveau en 1970 par l'administrateur apostolique Mgr Johannes Braun (1919-2004). De nouveaux vitraux, œuvres de Charles Crodel, sont mis en place la même année. Un orgue du facteur Jehmlich est installé en 1988.
L'église catholique dessert depuis 1999 l'université de Magdebourg à titre d'aumônerie. Il est prévu qu'un couvent de prémontrés s'installe à proximité pour s'occuper de la paroisse et de l'université.
Depuis 2001, des concerts de haute tenue ont lieu régulièrement à l'église, notamment de musique chorale. L'église appartient aujourd'hui à la paroisse Saint-Augustin de Magdebourg, regroupement d'anciennes paroisses.

## Style architectural
L'édifice se trouve sur l'itinéraire des monuments romans de Saxe-Anhalt, mais a comporté dans son histoire des éléments gothiques du XVe siècle et d'autres, baroques, du XVIIe siècle.

## Illustrations

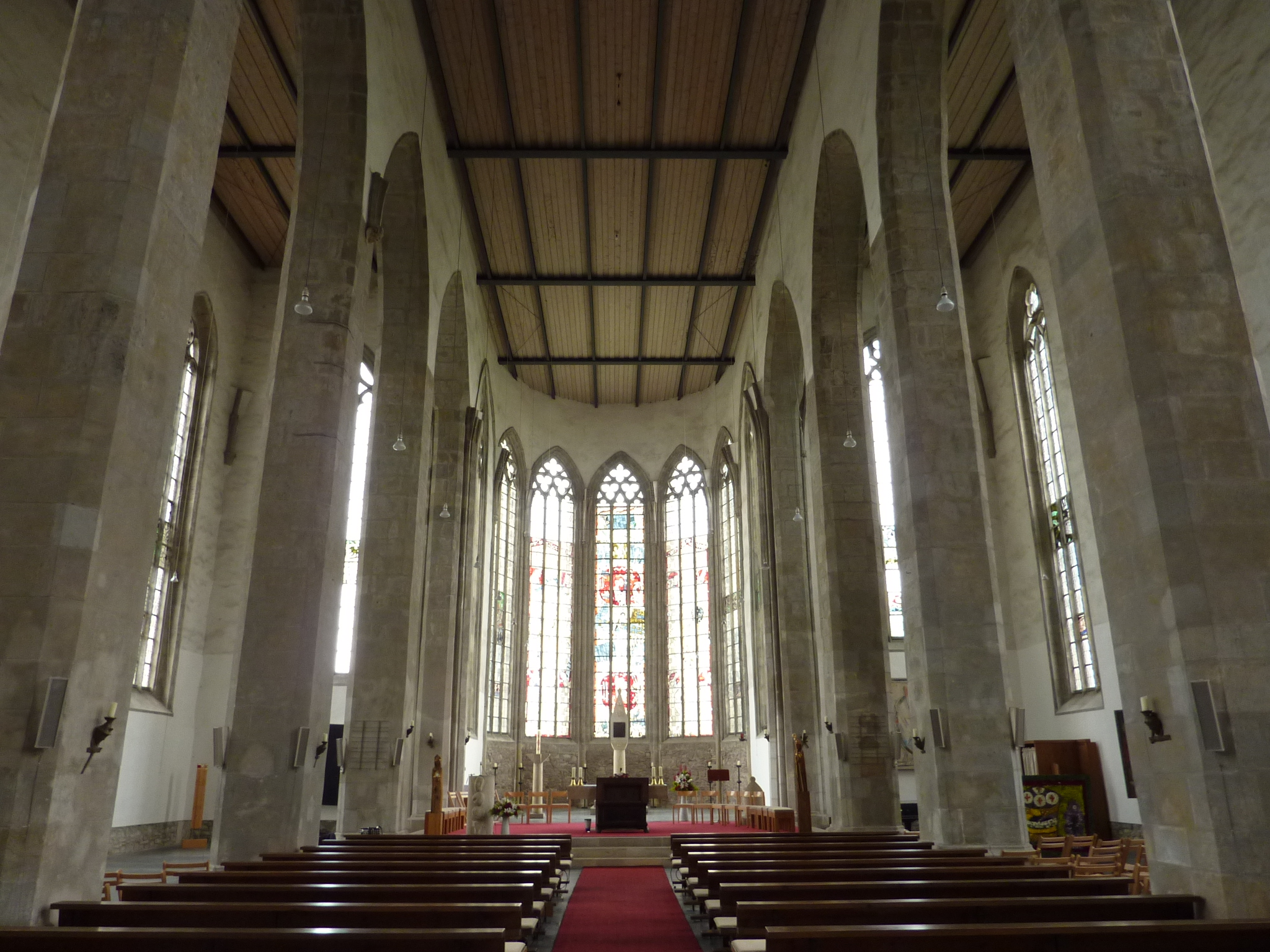
Intérieur
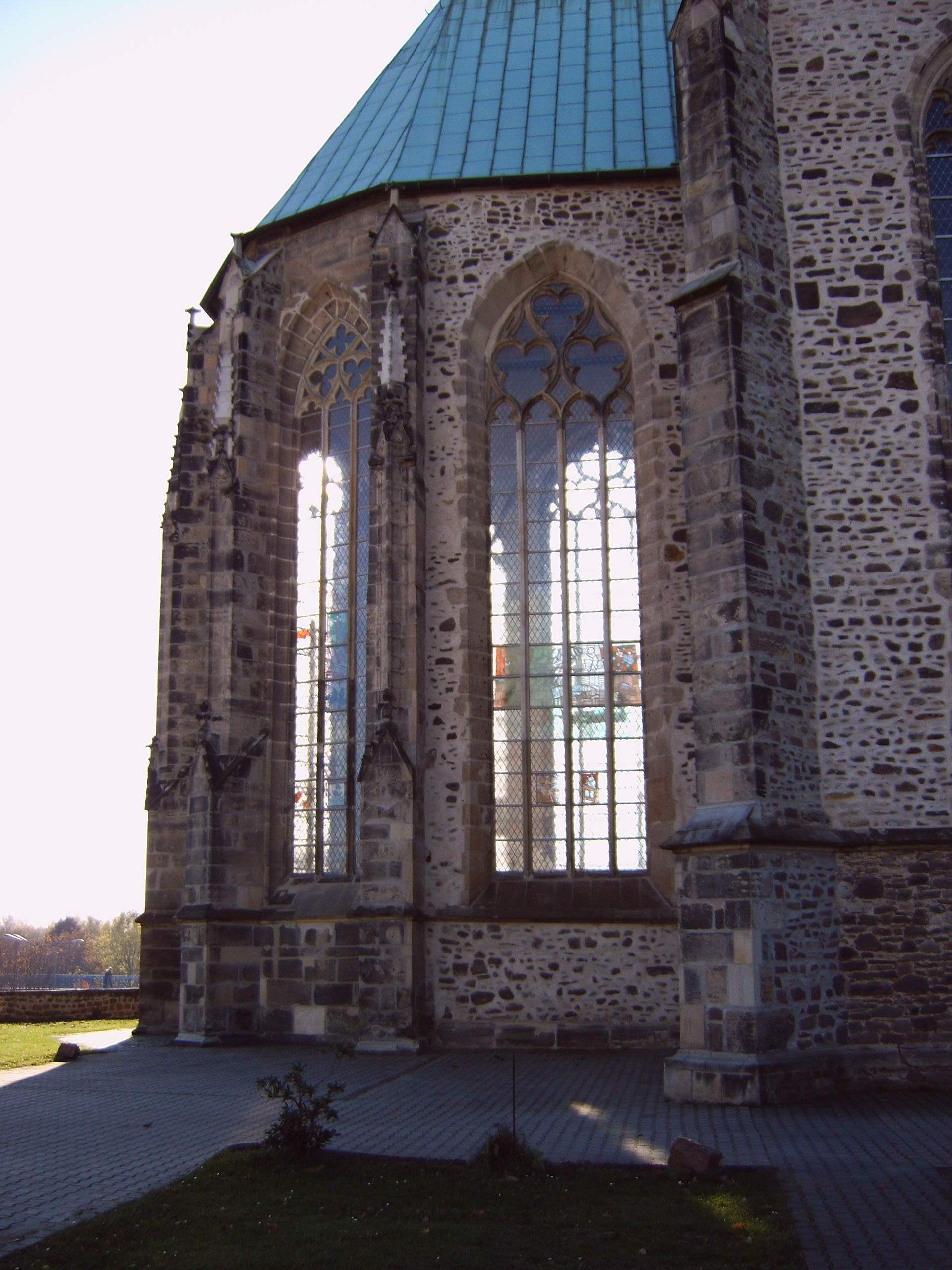
Côté Nord de l'abside
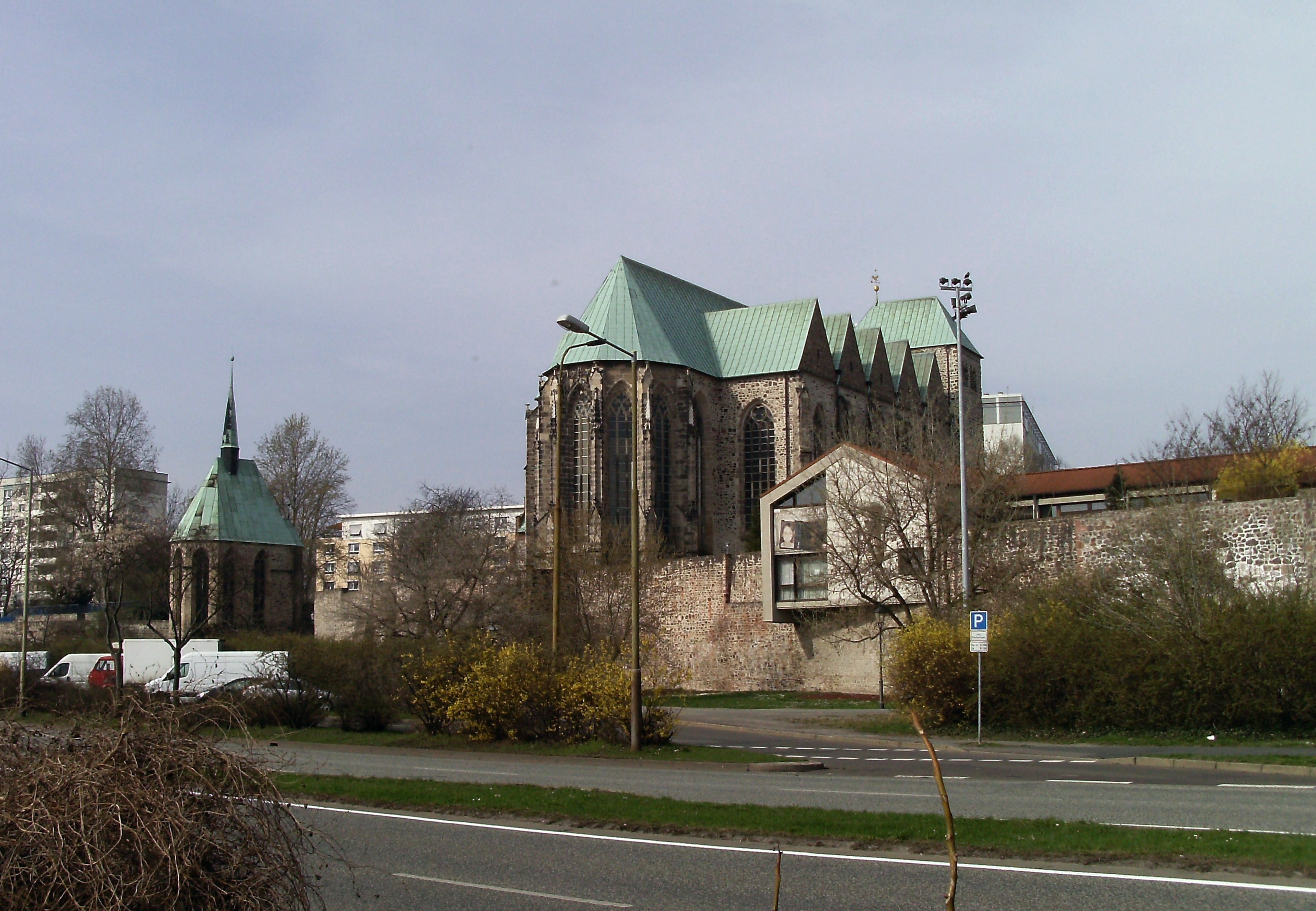
Vue Est, à gauche la chapelle gothique Sainte-Madeleine
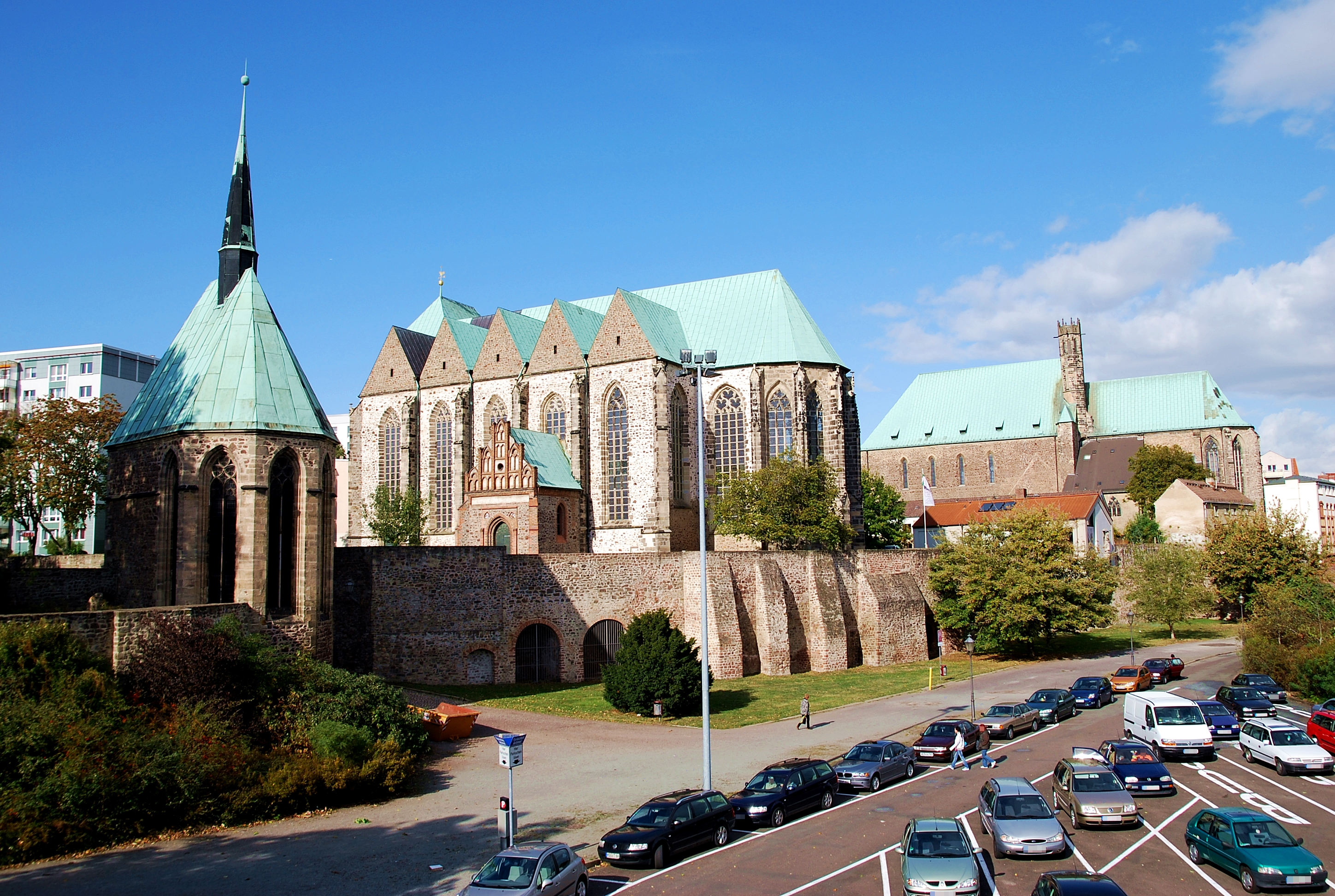
Les trois églises de la vieille ville ; au premier plan: la chapelle Sainte-Madeleine